# Weimar (Texas)
Pour les articles homonymes, voir Weimar (homonymie).
Pour la ville allemande, voir Weimar.
La ville de Weimar (en anglais [ˈwaɪmər] ou, par beaucoup de non-résidents, [ˈwiːmər]) est située dans le comté de Colorado, dans l’État du Texas, aux États-Unis. Lors du recensement de 2010, sa population s’élevait à 2 151 habitants.

## Histoire
La ville a été fondée en 1873 sous le nom de Jackson, puis renommée en hommage à la ville allemande du même nom.
C'est dans cette ville qu’Ángel Maturino Reséndiz a tué Norman J. Sirnic et Karen Sirnic le 2 mai 1999.

## Presse
Le journal local est The Weimar Mercury, fondé en 1888. 

## Source
- (en) Cet article est partiellement ou en totalité issu de l’article de Wikipédia en anglais intitulé « Weimar, Texas » (voir la liste des auteurs).